# Manuel Joaquim Gomes
Manuel Joaquim Gomes (Longos, 25 de Setembro de 1840- Suíça, 29 de setembro de 1894 (54 anos)), foi um empresário bracarense da área do turismo. Foi o investidor responsável pela construção do Elevador do Bom Jesus e pela criação da rede dos carros americanos de Braga.